# Erich Heyduck
Erich Heyduck (* 21. März 1952 in Wien) ist ein österreichischer Bühnenbildner, Lichtdesigner, Dokumentarfilmer und Kameramann.

## Leben
Erich Heyduck war unter anderem als Ausstatter, Lichtdesigner, technischer Leiter am Salzburger Landestheater unter der Intendanz Federik Mirdita und bei den Salzburger Festspielen, sowie als technischer Direktor am Nationaltheater Mannheim tätig. Am Staatsschauspiel Dresden und Staatstheater Potsdam war er Direktor für Technik und Ausstattung. Auch am Stadttheater Klagenfurt versuchte er sich unter der Intendanz von Dietmar Pflegerl als technischer Direktor. Des Weiteren hatte er einen Lehrauftrag für Lichttechnik an der Universität für Musik und darstellende Kunst Graz. Heyduck zeichnete verantwortlich für das technische Projektmanagement und Lichtdesign bei der expo Hannover 2000 für den Pavillon von Monaco, das Lichtdesign für „Cube Essen“ und die Lichtinstallation für Artcube Berlin. Außerdem arbeitete er für die Fleischerei und artemedia, die für das Bernsteinzimmer in Zusammenarbeit mit Gazprom und Ruhrgas im Auftrag von Wladimir Putin und Gerhard Schröder in Essen ein virtuelles Modell erstellt hat.
Erich Heyduck arbeitet freiberuflich vor allem in Projekten der freien Theaterszene in Wien und im Weinviertel, wo er unter anderem bei Coloman der Prozess – Musiktheater für gemischten Chor von Herbert Lauermann (Uraufführung 2004 beim Weinviertelfestival in Stockerau, Intendanz Dietmar Jäger) für das Lichtdesign verantwortlich zeichnete. Im Januar 2007 präsentierte er im MuseumsQuartier der Stadt Wien als VisualistIn des Monats das Projekt „Zeitlinien“. Im Theater am Strand von Jaffa sind seine Arbeiten von Zeit zu Zeit temporär zu sehen.